# Gaston Grandain
Gaston Grandain,  né le 16 avril 1911 et mort le 15 février 1989, est un ancien arbitre belge de football.

## Carrière
Il a officié dans une compétition majeure : 
- Euro 1960 (1 match)